# 칸슝구

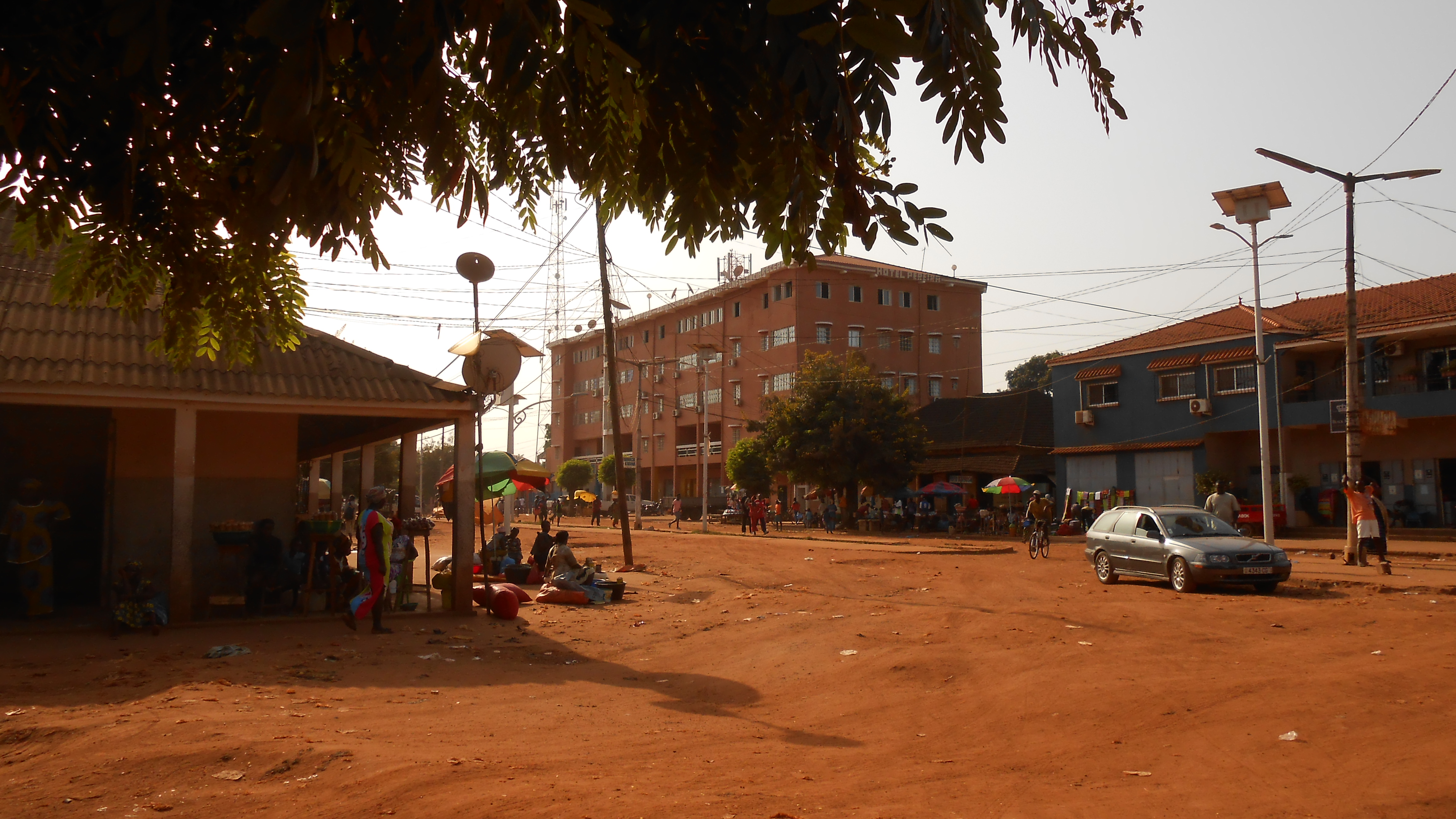

칸슝구(포르투갈어: Canchungo)는 기니비사우 서부에 위치한 도시로, 행정 구역상으로는 카셰우 주에 속한다. 과거에는 식민지 시대에 이 지역 일대를 장악했던 장교의 이름을 딴 빌라테이셰이라핀투(Vila Teixeira Pinto)라는 이름으로 부르기도 했다.